# The Varsity Matches
The Varsity Matches (en español: Los partidos universitarios) es un evento británico anual de rugby, masculino y femenino, entre los equipos universitarios de Cambridge y Oxford, en Inglaterra. Inició en 1872, consiste en un partido de cada sexo y se juegan en el Estadio de Twickenham a principios de diciembre.
Solo se interrumpió por las dos Guerras Mundiales y en 2020 por la Pandemia de COVID-19. Hasta el juego masculino 140 realizado en 2022, Cambridge tiene 64 victorias y Oxford está muy cerca con 62; terminaron en empate 14 partidos.
El Varsity Match de rugby femenino se jugó por primera vez en 1988 y se lleva a cabo en Twickenham el mismo día que el masculino desde 2015. Cambridge ganó el partido de 2019, repitiendo su victoria por 8–5 de 2018.

## Historia
A principios de 1872, un año después del primer partido internacional de rugby, funcionarios de Cambridge y Oxford se reunieron y organizaron un partido entre ellos en los terrenos de Oxford. Ganó el local, se jugó con 20 rugbistas por lado (los 15 actuales recién se establecieron en 1875), Oxford vistió camisetas azul oscuro (igual que hoy) y Cambridge jugó en rosa (cambió a su azul y blanco en 1876).
En 1873 el partido se jugó en Cambridge y desde entonces siempre se ha jugado en Londres, con la única excepción de 2021. En 1878 debido a la niebla se suspendió el partido. The Oval organizó siete juegos, otros siete duelos se realizaron en Blackheath y finalmente Kensington se convirtió en el lugar habitual desde 1887.

### SigloXX
No se jugó durante la Primera Guerra Mundial, una catástrofe donde la selección inglesa perdió 27 rugbistas. En 1919 los jugadores aparentemente eran invisibles debido a la niebla. En 1921 se jugó por vez primera en el estadio de Twickenham y se realiza allí desde entonces.
Tampoco se jugó durante la Segunda Guerra Mundial, pero se realizó de manera no oficial y resultó en nueve victorias para Cambridge, dos para Oxford y un empate. Todos estos partidos se jugaron en los campos de las universidades.
El centésimo partido en 1981, se jugó con una capa de nieve de diez centímetros que cubría el campo; había nevado durante la noche y no se pudo quitar la nieve a tiempo. Cambridge ha registrado cinco victorias seguidas en tres ocasiones distintas, 1972–76, 1980–84 y 1994–98.

### Actualidad
En 2013 Sam Egerton de Oxford fue expulsado por un incidente sin balón y se convirtió en el primero en la historia. La victoria de Oxford por 43–6 en 2014 fue la mayor victoria en la historia del encuentro y les dio una quinta victoria consecutiva por primera vez en la historia. La victoria de Oxford en el partido de 2015 fue su sexta victoria consecutiva en el partido, un récord para ambos lados.
En 2021 el evento pasó a llamarse «The Varsity Matches», para reflejar la integración continua del encuentro femenino.
Debido a la pandemia de COVID-19, el evento 2020 se pospuso hasta marzo de 2021 y finalmente se jugaron el 4 de julio en el Welford Road Stadium de Leicester. El evento número 140 se jugó en abril de 2022 y ya en Twickenham.

## Árbitros
Inicialmente había dos árbitros, uno por cada universidad, que impartían justicia ocupándose cada uno de un tiempo y esto se eliminó por un árbitro neutral en 1881. Aquella tradición se mantuvo usando a excapitanes, uno por cada equipo, como los jueces de touch y recién se eliminó en 1997.
En 1997, debido a la seriedad que tomó el rugby por su profesionalización en 1995, el Comité de Árbitros de la RFU decidió que todos los oficiales serían calificados y designados por él.
El récord de más partidos arbitrados lo tienen el exsecretario de la RFU, Rowland Hill y la galesa Gwynne Walters, ambos con siete juegos. Ahora también hay un oficial de partido de televisión (TMO).

## Financiación
El evento es financiado por ambas universidades y la Rugby Football Union no les cobra por usar el Estadio de Twickenham para el evento. La recaudación de la venta de entradas se raparte a prorrata entre las universidades y un porcentaje menor es para la RFU.
En 1976 se estableció el Bowring Bowl, un trofeo corto y ancho como premio y con la llegada del profesionalismo al rugby en 1995, el Varsity Match buscó nuevos patrocinadores. En 2001 se reemplazó al Bowring Bowl por el Trofeo MMC (Marsh McLennan), debido al nuevo patrocinador y se llamó así hasta 2005.
Los patrocinadores posteriores fueron: la estadounidense Lehman Brothers de 2006 a 2007, la japonesa Nomura Holdings de 2008 a 2011 y las destilerías Pol Roger y Glenfarclas de 2012 a 2022. La estadounidense Jefferies es el actual desde 2022.
El fabricante de ropa Jack Wills patrocinó la indumentaria deportiva hasta 2014. Históricamente Gilbert aportó los balones y el equipamiento deportivo, pero en lo actualidad lo hace Rhino Rugby.

## Participantes notables
En la historia del rugby, destacados rugbistas internacionales han jugado el Partido Universitario. Algunos de ellos fueron:
- Rob Andrew: miembro del World Rugby Salón de la Fama, Cambridge.
- Gerald Davies: miembro del WR Salón de la Fama, Cambridge.
- Mike Gibson: miembro del WR Salón de la Fama, Cambridge.
- Gavin Hastings: miembro del WR Salón de la Fama, Cambridge.
- Gary Hein
- Toshiyuki Hayashi: fue capitán de Japón.
- Nick Mallett, Oxford.
- Anton Oliver, Oxford.[27]
- Gareth Rees: miembro del WR Salón de la Fama, Oxford.
- Brian Smith: fue capitán de Oxford en 1989.

El neozelandés David Kirk, capitán de los All Blacks y ganador en Nueva Zelanda 1987, jugó para Oxford en los partidos universitarios de 1987 y 1988. El australiano Joe Roff jugó para Oxford en 2006 y 2007, esta última como capitán, después de retirarse como profesional.
Cinco internacionales jugaron en el partido de 2008. El segunda línea de los Wallabies, Dan Vickerman, fue el capitán de Cambridge en 2009.
El centro galés Jamie Roberts jugó para Cambridge el partido de 2015, mientras estudiaba su maestría en ciencias médicas.

## Ganadores
Los resultados y más información están disponibles en el sitio web de Varsity Match.

### Hombres

#### Palmarés
| Partidos totales | Cambridge | Oxford | Empates |
| ---------------- | --------- | ------ | ------- |
| 141              | 65        | 62     | 14      |

### Mujeres

#### Palmarés
| Partidos totales | victorias de cambridge | victorias de oxford | Sorteos |
| ---------------- | ---------------------- | ------------------- | ------- |
| 35               | 13                     | 21                  | 1       |